# فيلو (باد كاليه)
فيلو، باد كاليه (بالفرنسية: Vélu)‏ هي بلدية تقع في إقليم باد كاليه من منطقة نور با دو كاليه في شمال فرنسا. تبلغ مساحة هذه المدينة 3.14 (كم²)، وترتفع عن سطح البحر 112 م، يبلغ عدد سكانها 132 نسمة حسب إحصاء المعهد الوطني للإحصاء والدراسات الاقتصادية سنة 2009 م. وترأس Lucien Rzepkowski البلدية خلال فترة (2008-2014).